# St. Gabriel (Leipzig)

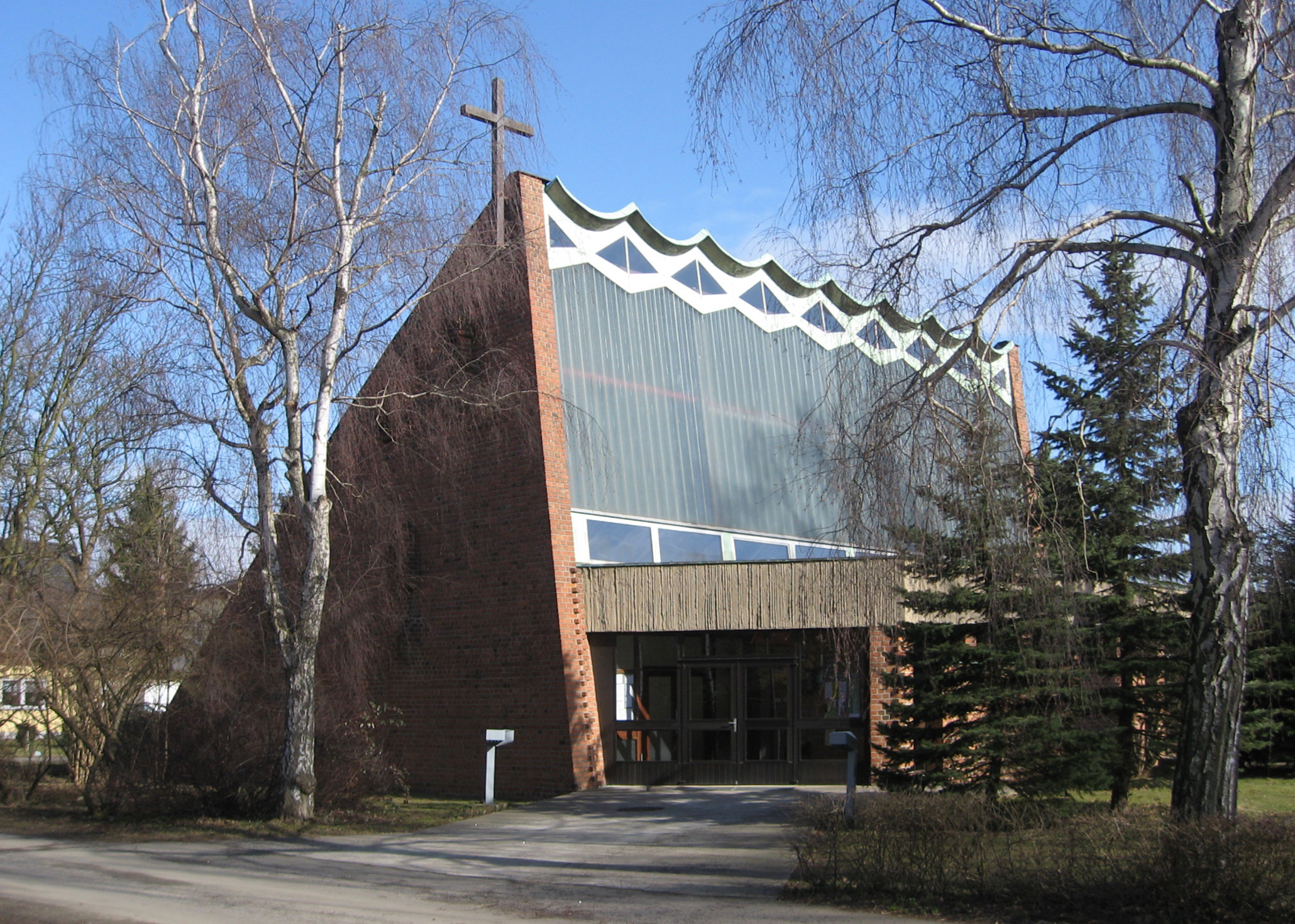
St. Gabriel Wiederitzsch (2010)

St. Gabriel ist die römisch-katholische Kirche im Leipziger Stadtteil Wiederitzsch. Sie ist eine Kirche der Katholischen Pfarrei St. Georg Leipzig Nord im Dekanat Leipzig. Ihre Adresse lautet Georg-Herwegh-Str. 22,
04158 Leipzig. Aufgrund ihrer außergewöhnlichen Architektur steht sie unter Denkmalschutz.

## Geschichte
1942 zog ein katholischer Priester nach Wiederitzsch, erteilte für die wenigen katholischen Kinder im Ort in seiner Wohnung Religionsunterricht und hielt im nahen Krankenhaus St. Georg, später auch in der evangelischen Kirche, Gottesdienste. Nach 1945 nahm durch Flucht und Vertreibung die Zahl der Katholiken zu, und es entstand der Wunsch nach einer katholischen Kirche im Dorf Wiederitzsch (Eingemeindung nach Leipzig 1999). Es standen aber zunächst nur ungenutzte Holzbaracken als Kapelle und Gemeindezentrum zur Verfügung.

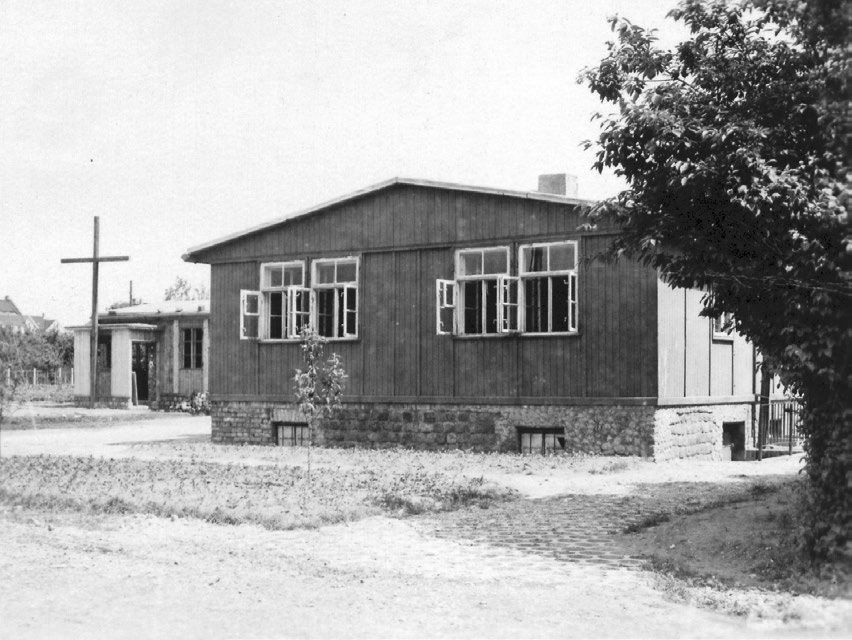
Kapelle und Gemeindezentrum 1948

Pläne für einen Neubau aus Betonfertigteilen in den 1960er Jahren wurden staatlicherseits abgelehnt und auf eine Barackenreparatur verwiesen. Erst der Nachweis, dass diese teurer und viel knappes Bauholz benötigt würde, führte zum Erfolg.
1968 konnte schließlich mit dem Bau nach den Plänen des Hallenser Architekten Peter Weeck (* 1937) begonnen werden. Dieser hatte Verbindung zum Bauingenieur Herbert Müller, dem Entwickler der HP-Schalen aus Beton, die Weeck für das Dach der Kirche anwandte, erstmals für einen Kirchenbau in der DDR. Die künstlerische Gestaltung übernahm der Dresdner Bildhauer Friedrich Press. Aus der fruchtbaren Zusammenarbeit entstand eine „geistvolle Synthese aus bauender und bildender Kunst“. Am 21. März 1970 weihte Bischof Otto Spülbeck die Kirche St. Gabriel.

## Beschreibung

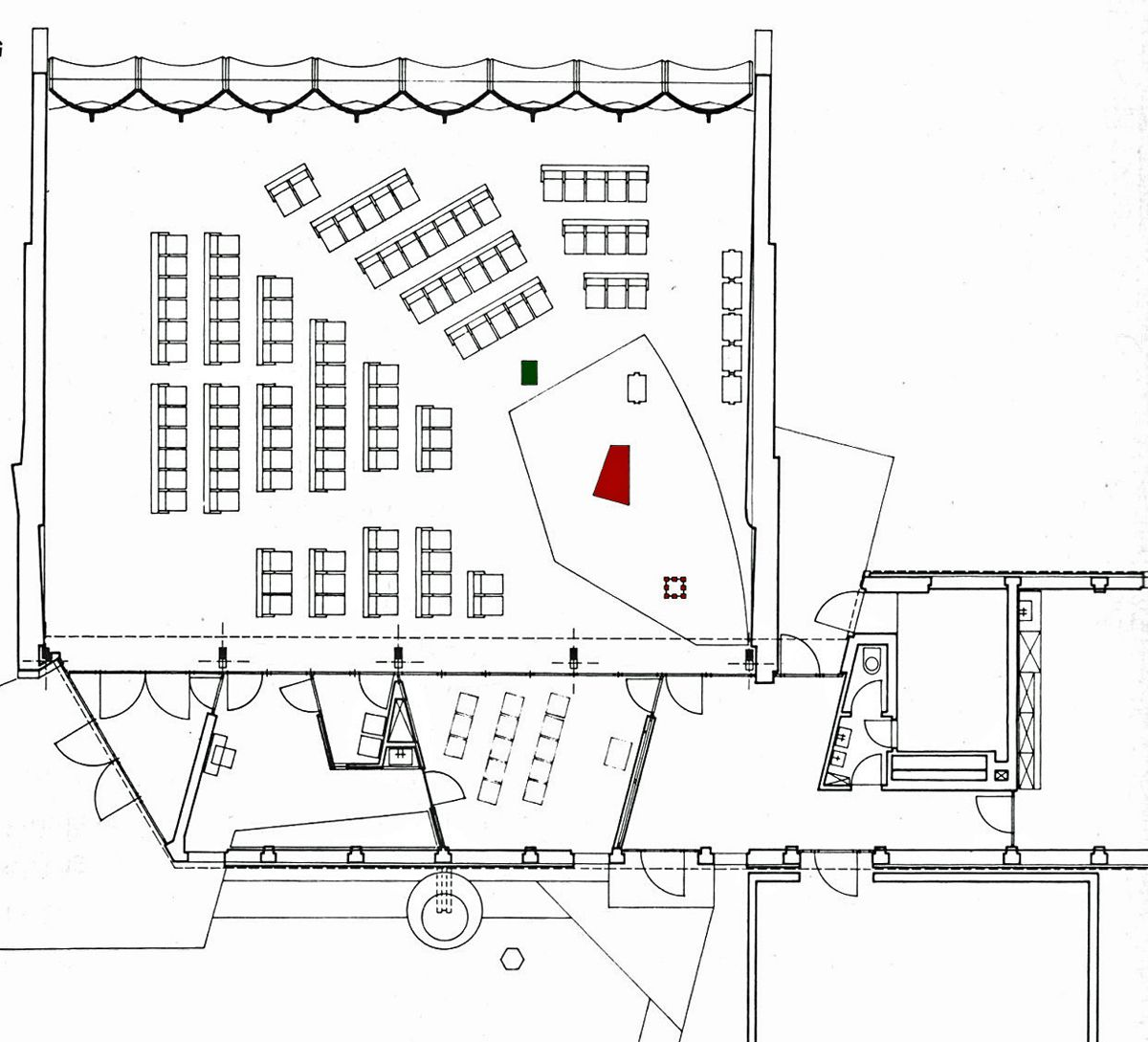
Grundriss St. Gabriel

St. Gabriel ist ein turmloser Bau. Zwischen zwei dreieckigen, etwa zwölf Meter hohen Klinkerwänden, welche die Ost- und die Westwand des Kirchenraumes bilden, erstreckt sich nach Norden das Dach bis zum Boden. Es besteht aus acht Stahlbeton-HP-Schalen in Form von nach dem Innenraum kassettierten Halbröhren. Die Südseite bildet eine der Raumbeleuchtung dienende  Profilglaswand, die auf einem vorgelagerten eingeschossigen Funktionsbau aufsitzt, über den auch der Zugang zur Kirche erfolgt. An den Funktionsbau schließt sich nach Süden das eingeschossige Pfarrhaus an. Die Dachneigung beträgt 38°, und die Glaswand weicht um 10° von der Senkrechten ab. Mit dem dreieckigen Querschnitt symbolisiert der Raum „das Zelt Gottes unter den Menschen“. Am oberen Ende der Westwand war außen ein kupferbeschlagenes Holzkreuz angebracht, das 2020 entwendet wurde.
Die Grundfläche des Kirchenraumes beträgt etwa 15 × 12 Meter. Er wird farblich vom Grau der Kassettendecke und dem Rot der Ziegelwände geprägt. Altar und Tabernakel aus Sichtbeton stehen in der Südostecke auf einer um eine Stufe erhöhten Altarinsel. Der künstlerische Schmuck der Kirche besteht aus abstrahierenden Reliefs aus behauenen Ziegeln zur Thematik „Der wiederkommende Christus“, zum Beispiel an der Außenwand die „Verkündigung Mariens durch den Engel Gabriel“ und innen der „Einzug Jesu in Jerusalem auf einem Esel“. Über dem Altar symbolisierte der Künstler „Das Lamm vor dem Thron Gottes, der wiederkommende Christus“ nach der Offenbarung des Johannes.
Für diese Kirche entwarfen der Architekt Peter Weeck und der Bildhauer Friedrich Press eine gestalterisch überzeugende Konzeption, die die staatlichen Genehmigungsbehörden genehmigten – auch weil sie der offiziellen Architekturgestaltung der damaligen Zeit entsprach, möglichst viele serienmäßig hergestellte Bauteile zu verwenden und mit baubezogener Kunst zu „sozialistischen Gesamtkunstwerken“ zu verbinden.
Angelehnt an den damaligen Kirchenbaustil im Westen des Zeltmotivs schuf Weeck ein unauffälliges, turmloses Gebäude mit einem Dach aus den HP-Schalen des Bauingenieurs Herbert Müller, die für den Industriebau entwickelt waren. Die klare Lichtführung mit Tageslicht von der Seite und die von Press zum Thema „Der wiederkommende Christus“ plastisch durchgestalteten Klinkerwände geben dem Innenraum eine eindrucksvolle sakrale Stimmung.

## Sonstiges
- St. Gabriel in Wiederitzsch wurde in der Publikation Kirchbau heute (Leipzig sowie München, 1969) ausführlich vorgestellt und gelobt: „Hier wird mit den neuesten Elementen der Bauindustrie der DDR ein moderner Kirchenbau geschaffen, eine Bauplastik, die ihresgleichen in unserem Raume nicht hat.“ Ein Foto des Rohbaus, das die Fertigteil-Dachkonstruktion zeigt, schmückte den Buchtitel.[9]